# Hefendehl (Halver)
Hefendehl ist eine Hofschaft in Halver im Märkischen Kreis im Regierungsbezirk Arnsberg in Nordrhein-Westfalen (Deutschland).

## Lage und Beschreibung
Hefendehl liegt auf 376 Meter über Normalnull südlich vom Halveraner Hauptort oberhalb des Bolsenbachs. Weitere Nachbarorte neben dem Hauptort sind Kreuzweg, Ober- und Niederbolsenbach, Hagedorn, Hulvershorn, Hesseln, Gesenberg und Im Sumpf. Der Ort ist über Nebenstraßen zu erreichen, die den Hauptort mit dem Ortsteil Anschlag verbinden. Östlich erhebt sich eine Anhöhe mit 408,1 Meter über Normalnull.

## Geschichte
Hefendehl wurde erstmals 1580 urkundlich erwähnt, die Entstehungszeit der Siedlung ist vermutlich nur wenig älter und wird auf die erste Hälfte des 16. Jahrhunderts datiert. Hefendehl ist ein Abspliss der Hofschaften Niederbolsenbach oder Hulvershorn.